# Kervel (geslacht)
Kervel (Anthriscus) is een geslacht van planten uit de schermbloemenfamilie (Umbelliferae of Apiaceae). De naam Anthriscus is afgeleid van Anthriskos, een Oudgriekse plantennaam waarvan de herkomst niet bekend is. De soorten komen voor van de gematigde regionen van Eurazië tot in de gebergtes van tropisch Afrika.
Planten uit dit geslacht zijn zeer algemeen en worden soms zelfs beschouwd als schadelijk onkruid. Ze groeien in weiden en op iets natte poreuze gronden.
De holle stam is recht en vertakt en eindigt in een scherm van kleine witte of groenachtige bloemen. De bladeren zijn twee- of drievoudig.
In Nederland en België zijn twee soorten inheems:
- Fijne kervel (Anthriscus caucalis)
- Fluitenkruid (Anthriscus sylvestris)

Fluitenkruid is een vaak geziene plant in wegbermen. Echte kervel (Anthriscus cerefolium) wordt als aromatisch kruid gebruikt in de keuken.

## Soorten
- Anthriscus caucalis M.Bieb. - Fijne kervel
- Anthriscus cerefolium (L.) Hoffm. - Echte kervel
- Anthriscus fumarioides (Waldst. & Kit.) Spreng.
- Anthriscus glacialis Lipsky
- Anthriscus kotschyi Fenzl ex Boiss.
- Anthriscus lamprocarpa Boiss.
- Anthriscus nemorosa (M.Bieb.) Spreng.
- Anthriscus nitida (Wahlenb.) Hazsl.
- Anthriscus ruprechtii Boiss.
- Anthriscus schmalhausenii (Albov) Koso-Pol.
- Anthriscus sylvestris (L.) Hoffm. - Fluitenkruid
- Anthriscus taiwanensis S.S.Ying
- Anthriscus tenerrima Boiss. & Spruner
- Anthriscus velutina Sommier & Levier